# Струтинская, Галина Брониславовна
Галина Брониславовна Струтинская (род. 17 июня 1965) — советская актриса кино, в первую очередь известная по роли дочери капитана Гранта в телесериале «В поисках капитана Гранта».

## Биография
Галина Струтинская родилась 17 июня 1965 года. Впервые она снялась в кино в возрасте 17 лет, дебютной картиной стала комедия Араика Габриэляна «Талисман». На киностудии им. Горького она познакомилась с ассистентом режиссёра Станислава Говорухина, отвечавшим за подбор актёров в советско-болгарский многосерийный телевизионный приключенческий фильм «В поисках капитана Гранта». Галину пригласили на одну из главных ролей — Мэри Грант, дочь капитана Гранта.
В 1990 году во время съёмок видеоклипа для песни Игоря Талькова «Йетти», она познакомилась со своим будущим мужем, эстрадным артистом Михаилом Фридманом. В 1987 году Галина родила дочь Софию. В начале девяностых Галина с мужем уехала в Германию, где спустя некоторое время они развелись. Вторым мужем Струтинской стал немецкий чиновник, однако и этот брак распался.
После переезда в ФРГ Галина устроилась на работу косметологом, а затем стала хозяйкой салона красоты.
Последний раз Галина Брониславовна появлялась на экранах в 2015 году в телепередаче «Сегодня вечером». Она рассказала, что не жалеет об уходе из мира кинематографа и вполне довольна своей жизнью.

## Фильмография
- 1983 — Талисман — Лариса
- 1985 — В поисках капитана Гранта — Мери Грант
- 1987— Дни и годы Николая Батыгина — учащаяся
- 1987 — Случай из газетной практики — эпизод
- 1988 —Загадка. Разгадка — Нина Пронина
- 1988 — Новые приключения янки при дворе короля Артура — эпизод
- 1988 — Помилуй и прости — Люся
- 1989 — Дни человека — Леночка
- 1990 — Последняя осень — Елена Семеновна Лужина[3]